# Icíar Bollaín

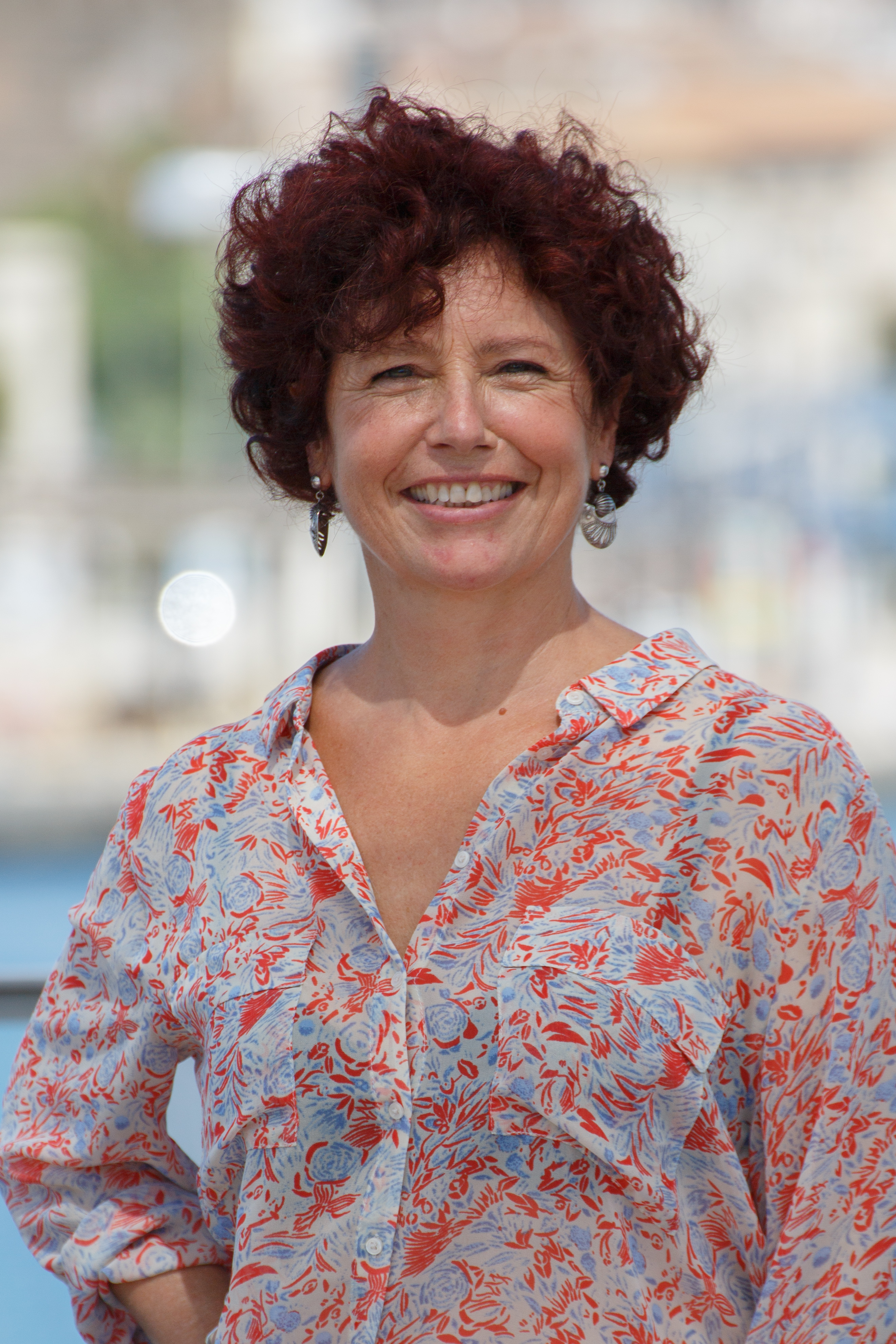
Icíar Bollaín (2020)

Icíar Bollaín Pérez-Mínguez (* 12. Juni 1967 in Madrid) ist eine vielfach ausgezeichnete spanische Schauspielerin, Filmregisseurin und Drehbuchautorin.

## Leben
Bollaín ist die Tochter eines Flugzeugingenieurs und einer Musiklehrerin. 1983 absolvierte sie ihr Schauspieldebüt im Film El Sur. 1995 veröffentlichte sie ihren ersten eigenen Spielfilm. Für ihren Film Öffne meine Augen wurde sie 2004 bei der Verleihung der Goyas, der spanischen Filmpreise, für die beste Regie wie auch für das beste Drehbuch ausgezeichnet. Mit Yuli (2018) schuf sie eine Biographie über den kubanischen Tänzer und Choreograph Carlos Acosta. Bollaín ist Mitglied der Academia Española de Cinematografía.
Bollaín ist mit Paul Laverty verheiratet, der sie im Jahr 1995 beim Dreh von Land and Freedom kennenlernte. Aus der Ehe gingen drei Kinder hervor. Sie wohnen in Edinburgh.
Ihre eineiige Zwillingsschwester Marina Bollaín ist Opernsängerin.

## Filmografie

### Darstellung

#### Filme
- 1983: El Sur (Der Süden) (El Sur) – Regie: Víctor Erice
- 1986: Las dos orillas – Regie: Juan Sebastián Bollaín
- 1987: Al acecho – Regie: Gerardo Herrero
- 1987: Mientras haya luz – Regie: Felipe Vega
- 1989: Malaventura – Regie: Manuel Gutiérrez Aragón
- 1989: Venecias – Regie: Pablo Llorca
- 1990: Die schönsten Jahre des Lebens (El mejor de los tiempos) – Regie: Felipe Vega
- 1990: Doblones de a ocho – Regie: Andrés Linares
- 1991: Sublet – Regie: Chus Gutiérrez
- 1992: Un paraguas para tres – Regie: Felipe Vega
- 1992: Entretiempo – Regie: Santiago García de Leániz
- 1993: Dime una mentira – Regie: Juan Sebastián Bollaín
- 1993: Tocando fondo – Regie: José Luis Cuerda
- 1993: Jardines Colgantes – Hängende Gärten (Jardines colgantes) – Regie: Pablo Llorca
- 1994: Land and Freedom – Regie: Ken Loach
- 1995: El techo del mundo – Regie: Felipe Vega
- 1996: Menos de cero – Regie: Ernesto Tellería
- 1997: Niño nadie – Regie: José Luis Borau
- 1997: Subjudice – Regie: Josep María Forn
- 2000: Leo – Regie: José Luis Borau
- 2002: Sara, una estrella – Regie: José Briz Méndez
- 2002: Sie sind unter uns! (Nos miran) – Regie: Norberto Pérez
- 2003: La balsa de piedra – Regie: George Sluizer
- 2005: La noche del hermano – Regie: Santiago García de Leániz
- 2009: Rabia – Regie: Sebastián Cordero

#### Kurzfilm
- 1990: Polvo enamorado – Regie: Javier López Izquierdo

### Regie

#### Filme (Auswahl)
- 1995: Hola, ¿estás sola?
- 1999: Blumen aus einer anderen Welt (Flores de otro mundo) – Bester Film, semaine critique du Festival de Cannes
- 2003: Öffne meine Augen (Te doy mis ojos) – Goya: Bester Film.
- 2007: Mataharis
- 2010: Und dann der Regen (También la lluvia)
- 2011: Katmandú, un espejo en el cielo
- 2014: En tierra extraña
- 2016: El Olivo – Der Olivenbaum (El olivo)
- 2018: Yuli
- 2020: Rosas Hochzeit (La boda de Rosa)
- 2021: Maixabel – Eine Geschichte von Liebe, Zorn und Hoffnung (Maixabel)
- 2024: I am Nevenka (Soy Nevenka)

#### Kurzfilme
- 1993: Baja, corazón
- 1994: Los amigos del muerto
- 2000: Amores que matan
- 2002: Viajes con mi abuela
- 2005: Por tu propio bien, Beitrag zu ¡Hay motivo!

## Auszeichnungen (Auswahl)
- 2000: Nominierung Goya – Bestes Originaldrehbuch – Blumen aus einer anderen Welt

- 2004: Goya
  - Bester Film – Öffne meine Augen
  - Beste Regie – Öffne meine Augen
  - Bestes Originaldrehbuch – Öffne meine Augen

- 2011: Nominierung Goya – Beste Regie – Und dann der Regen

## Bibliografie
- Ken Loach, un observador solitario. Madrid, El País-Aguilar, 1996.